# Titus the Fox
Titus the Fox — это игра-платформер, разработанная Titus Interactive для платформ Amiga, Amstrad CPC, Atari ST, DOS. Первая версия игры была выпущена в 1991 под названием Lagaf: Les Aventures de Moktar — Vol 1: La Zoubida. Международная редакция — Titus the Fox: To Marrakech and Back была выпущена в 1992. Запрограммировал игру Эрик Змиро, графику разработали Френсис Фурнье и Стефан Бюфильс.

## Сюжет и геймплей
Главный герой игры — лисёнок. Его возлюбленную Фокси похитили на другой стороне пустыни Сахара, и, чтобы вернуть её, ему нужно пройти через 15 уровней. Задача игрока — избегать собак, строителей, гигантских пчел и других похожих созданий. Игрок может отвечать на их нападения, швыряя в них различные объекты (например, банки с краской) или — что более интересно — поднимая двигающихся врагов сзади и швыряя их как метательные снаряды в другие препятствия. Передвигается лисенок сам, или на различных транспортных средствах — скейт, ковёр-самолет. Для успешного завершения многих уровней требуется складывать объекты один на другой.
В игре используется система «сохранения» игрока с помощью кодов. Коды вычисляются на каждом компьютере уникально. Игра работает практически на всех графических адаптерах: CGA, EGA, VGA, а также TGA и HGC. В версии для Game Boy Color была убрана возможность стоять на объектах и швырять врагов. Игрок больше не может проходить через двери и также был добавлен новый трюк — лестницы и стены возникают из пустого места, если вы входите на их невидимое активационное пространство. Также были добавлены бонус-уровни, состоящие из линейного пути, на котором игрок собирает золотые ящики, которые увеличивают очки.

## Отзывы
| Иноязычные издания | Иноязычные издания |
| Издание            | Оценка             |
| ------------------ | ------------------ |
| Amstrad Action     | Mastergame         |

Журнал Power Unlimited оценил версию для платформы Game Boy в 80% и похвалил игру: "Titus the Fox это изобретательный маленький платформер полный сюрпризов. Изображение ясное, и вы даже можете играть в паре. Хорошо подходит для Game Boy."